# الساق فوق الساق في ثبوت رؤية هلال العشاق
الساق فوق الساق في ثبوت رؤية هلال العشاق رواية للروائي الجزائري أمين الزاوي. صدرت الرواية لأوّل مرة عام 2016 عن منشورات ضفاف في بيروت. ودخلت في القائمة الطويلة للجائزة العالمية للرواية العربية لعام 2018، المعروفة باسم «جائزة بوكر العربية».

## حول الرواية
يروي الكاتب الجزائري «أمين الزاوي» في هذه الرواية حكاية تدور أحداثها بين أفراد أسرة «المورو»، بأجيالها الثلاثة، الجد والأب والابن، جمع بينهم الحب، حب الأسرة، القرية، الوطن، وفرق بينهم التاريخ، والانتماء السياسي والأفكار التي اختارها كل واحد. تهاجر العائلة والقرية كلها إلى الحدود مع المغرب خلال الثورة الجزائرية، وتتابع الرواية مصائر الأبطال المتقاطعة إلى الفترة التي تلت استقلال الجزائر.